# Bacalao ab burrida
El bacalao ab burrida (denominado en malloquín como bacallà ab burrida) se trata de una preparación de bacalao que se suele preparar en algunas zonas de Menorca. Se trata de una preparación del bacalao que se sirve en salsa blanca (que se elabora ligando el zumo del bacalao con alioli) y en una cazuela de barro. Se trata de un plato que posee diversas preparaciones similares en lugares como Cataluña, Provenza.